# 楊班侯

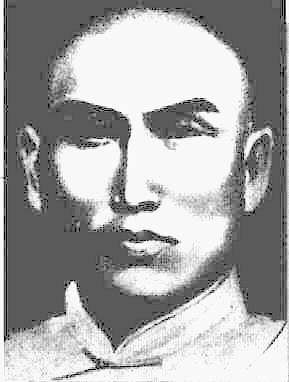
楊班侯

楊 班侯（よう はんこう、Yang Banhou、1837年 - 1892年）は、中国武術である太極拳の楊式太極拳の永年楊氏第二世。
中国河北省永年県広府鎮の出身。名は鈺、字は班侯。号は「二先生」。子は兆鵬がいる。長兄楊鳳侯の子楊兆林にも太極拳を指導する。幼少より、学問より武術を好み、父楊露禅が一を教えると三を理解した。そして若くして楊露禅の家伝を受け継いだ。父に随い北京に出向くが、17歳以後より「雄県劉」、「万斤力」など名だたる武術家を打ち破った。楊式太極拳の不敗の評判は、清朝廷より中国全土に広がり、太極拳を「国術」にとの論争が起こった。
人がいうには、「陳家の拳を、楊家が伝えた。楊家の拳を、班侯が伝えた」。また、「露禅創天下、班侯打天下、健侯、澄甫伝天下」。
代表弟子として、白忠信がいる。北京の弟子として、凌山、呉全佑など。全佑は満族人で楊式小架太極拳を学ぶ。全佑の子の呉鑑泉は、後に姓を呉に改め、呉氏太極拳を創る。永年の有名な弟子として、張信義、陳秀峰、李万成などがいる。